# Eduard Beyer (Politiker)
Eduard Beyer (* 16. November 1854 in Badewitz, Landkreis Leobschütz; † 2. Juli 1926) war ein deutscher Jurist und Politiker (Zentrum).

## Leben
Nach dem Abitur am Gymnasium in Leobschütz studierte Beyer Rechtswissenschaft an den Universitäten in Heidelberg und Breslau. Im Anschluss schlug er eine Laufbahn als Richter ein. Er war Amtsgerichtsrat am Amtsgericht Neustadt O.S. und führte den Ehrentitel Geheimer Justizrat.
Beyer war Zweiter Vorsitzender des Zentrumswahlvereins Neustadt. Von Juni 1908 bis zum 15. November 1918 war er für Neustadt/Falkenberg Mitglied des Preußischen Abgeordnetenhauses. Ab 1919 war er für den Wahlkreis 10 (Oppeln) Mitglied der Verfassunggebenden Preußischen Landesversammlung. Im Februar 1921 wurde er im Wahlkreis 9 (Oberschlesien) in den Preußischen Landtag gewählt, dem er bis 1924 angehörte.